# Seznam československých hráčů v NHL v sezóně 1991/1992
Toto je seznam hráčů Československa a jejich statistiky v sezóně 1991/1992 NHL.
- Stanley Cup v této sezóně získali Jaromír Jágr a Jiří Hrdina s týmem Pittsburgh Penguins.

| Tým                 | Věk | Hráč             | Post | Počet zápasů | Branky | Asistence | Body | Počet zápasů v play off | Branky v play off | Asistence v play off | Body v play off |
| ------------------- | --- | ---------------- | ---- | ------------ | ------ | --------- | ---- | ----------------------- | ----------------- | -------------------- | --------------- |
| Washington Capitals | 25  | Michal Pivoňka   | F    | 80           | 23     | 57        | 80   | 7                       | 1                 | 5                    | 6               |
| Boston Bruins       | 28  | Vladimír Růžička | F    | 77           | 39     | 36        | 75   | 13                      | 2                 | 3                    | 5               |
| Pittsburgh Penguins | 19  | Jaromír Jágr     | F    | 70           | 32     | 37        | 69   | 21                      | 11                | 13                   | 24              |
| New York Islanders  | 25  | David Volek      | F    | 74           | 18     | 42        | 60   | Ne                      |                   |                      |                 |
| Calgary Flames      | 20  | Robert Reichel   | F    | 77           | 20     | 34        | 54   | Ne                      |                   |                      |                 |
| Hartford Whalers    | 20  | Bobby Holík      | F    | 76           | 21     | 24        | 45   | 7                       | 0                 | 1                    | 1               |
| Vancouver Canucks   | 20  | Petr Nedvěd      | F    | 77           | 15     | 22        | 37   | 10                      | 1                 | 4                    | 5               |
| Edmonton Oilers     | 27  | Petr Klíma       | F    | 57           | 21     | 13        | 34   | 15                      | 1                 | 4                    | 5               |
| Edmonton Oilers     | 22  | Josef Beránek    | F    | 58           | 12     | 16        | 28   | 12                      | 2                 | 1                    | 3               |
| Buffalo Sabres      | 25  | Petr Svoboda     | D    | 71           | 6      | 22        | 28   | 7                       | 1                 | 4                    | 5               |
| Pittsburgh Penguins | 33  | Jiří Hrdina      | F    | 56           | 3      | 13        | 16   | 21                      | 0                 | 2                    | 2               |
| Chicago Blackhawks  | 23  | František Kučera | D    | 61           | 3      | 10        | 13   | 6                       | 0                 | 0                    | 0               |
| Calgary Flames      | 27  | František Musil  | D    | 78           | 4      | 8         | 12   | Ne                      |                   |                      |                 |
| Vancouver Canucks   | 24  | Robert Kron      | F    | 36           | 2      | 2         | 4    | 11                      | 1                 | 2                    | 3               |
| Philadelphia Flyers | 24  | Jiří Látal       | D    | 10           | 1      | 2         | 3    | Ne                      |                   |                      |                 |
| Quebec Nordiques    | 20  | Martin Ručinský  | F    | 6            | 1      | 1         | 2    | Ne                      |                   |                      |                 |
| Philadelphia Flyers | 24  | Martin Hosták    | F    | 5            | 0      | 1         | 1    | Ne                      |                   |                      |                 |
| Chicago Blackhawks  | 26  | Dominik Hašek    | G    | 20           | 0      | 0         | 0    | 3                       | 0                 | 0                    | 0               |
| Boston Bruins       | 26  | Petr Prajsler    | D    | 3            | 0      | 0         | 0    | Ne                      |                   |                      |                 |
| Montreal Canadiens  | 19  | Vladimír Vůjtek  | F    | 2            | 0      | 0         | 0    | Ne                      |                   |                      |                 |
| Chicago Blackhawks  | 30  | Rick Lanz        | D    | 1            | 0      | 0         | 0    | Ne                      |                   |                      |                 |

- F = Útočník
- D = Obránce
- G = Brankář